# Rio Gârcinul Mic
O Rio Gârcinul Mic é um rio da Romênia, afluente do Gârcin, localizado no distrito de Braşov.